# Heinrich Heine (vonat)
A Heinrich Heine egy németországi belföldi vasúti járat volt, amelyet a Deutsche Bundesbahn üzemeltetett, és eredetileg összekötötte Frankfurt am Mainot és Dortmundot. A járatot Heinrich Heine német költőről és újságíróról nevezték el.

## Története

### Trans Europ Express
A Heinrich Heine része volt az 1979. május 28-án bevezetett IC79 rendszernek. Ez volt a Goethe "tükörképe" a nyugat-rajnai vasútvonalon. Kora reggel indult Frankfurtból észak felé, a Goethe pedig Dortmundból dél felé. Este mindkét vonat az ellentétes irányban haladt.  Ezt a koncepciót, amely során közel egyazon időben ugyanazon az útvonalon ellentétes irányban halad két járat, később az EuroCity hálózat menetrendjének alapelveként alkalmazták.
Az IC79 rendszer egy része csak hétköznapokon működött. Egy év szolgálat után nyáron felfüggesztették a Heinrich Heine-t, így 1980-ban, 1981-ben és 1982-ben a vonat június, július és augusztus folyamán nem közlekedett. 1982. szeptember 26-tól a járatok csak hetente egyszer közlekedtek, hétfőn észak felé, péntekenként dél felé, mert a Lufthansa elindította a Lufthansa Airport Express-ét, ugyanazon ügyfeleknek, ugyanazon az útvonalon. Végül a TEE-korszak a Heinrich Heine számára 1983. május 27-én ért örökre véget.

### InterCity
A Heinrich Heine InterCity formájában indult újra 1985. június 2-án Hamburg és Frankfurt am Main között.
| TEE 29 | Ország      | Állomás           | km  | TEE 28 |
| ------ | ----------- | ----------------- | --- | ------ |
| 19:23  | Németország | Dortmund          | 0   | 10:21  |
| 19:44  | Németország | Essen             | 34  | 10:00  |
| 19:55  | Németország | Duisburg          | 54  | 09:49  |
| 20:09  | Németország | Düsseldorf        | 77  | 09:36  |
| 20:36  | Németország | Köln              | 117 | 09:09  |
| 20:56  | Németország | Bonn              | 151 | 08:45  |
| 21:31  | Németország | Koblenz           | 210 | 08:13  |
| 22:22  | Németország | Mainz             | 302 | 07:21  |
| 22:46  | Németország | Frankfurt am Main | 340 | 06:56  |

### EuroCity
Annak érdekében, hogy növeljék az EuroCity-k gyakoriságát Párizs és Frankfurt am Main között, a Heinrich Heine járatot állították üzembe erre az útvonalra az EC Gustave Eiffellel együtt, ezzel megduplázva az EuroCity-k számát ezen az útvonalon. Az EC Heinrich Heine menetrendjét úgy tervezték, hogy reggel induljon Párizsból, az utasok részt vehessenek egy frankfurti találkozón, és már a vonaton  ebédelhessenek a visszaúton Párizs felé.
| EC 54 | Ország        | Állomás           | km  | EC 55 |
| ----- | ------------- | ----------------- | --- | ----- |
| 16:49 | Németország   | Frankfurt am Main | 0   | 13:13 |
|       | Németország   | Mannheim          | 81  |       |
|       | Németország   | Kaiserslautern    | 142 |       |
|       | Németország   | Saarbrücken       | 209 |       |
|       | Franciaország | Forbach Lorraine  | 219 |       |
|       | Franciaország | Metz              | 289 |       |
| 23:11 | Franciaország | Paris Est         | 643 | 06:58 |

A német újraegyesítés után a Heinrich Heine-t 1991. június 2-án meghosszabbították kelet felé Drezdáig. 1995. június 28-án a keleti végállomás Prágába került át, de 1997. május 27-én az eredeti Frankfurt-Párizs szolgáltatásra rövidült. 2003. december 14-én névtelenítették az EuroCity-ket, így Heinrich Heine-t is, 2007. június 10-én pedig az EuroCity-t nagysebességű szolgáltatás váltotta fel az LGV Est használatával.